# Affaire Rémy Salvat
Pour les articles homonymes, voir Salvat.
L'affaire Rémy Salvat concerne un Français, atteint d'une grave maladie et dont le suicide en août 2008 a ravivé le débat sur l'euthanasie en France.

## Historique
Rémy Salvat s'est donné la mort par overdose de médicaments dans la nuit du 9 au 10 août 2008. Il allait avoir 24 ans. Il était atteint depuis l'âge de six ans d'une maladie mitochondriale (maladie dégénérative rare) d'évolution lente mais inexorable.
Au mois de mai 2008, il a écrit une lettre au président de la République Nicolas Sarkozy pour demander le droit à l'euthanasie lorsque sa maladie le rendrait « prisonnier de son corps » au cerveau détruit. Au cours d'un reportage filmé par la caméra de la réalisatrice Marie-Pierre Raimbault, Salvat a lu et signé ce courrier. Ce reportage a été diffusé lors de l'émission « Cellule de crise - Handicap : enquête sur un scandale français » sur France 2 courant septembre 2008.
Extraits du courrier adressé à la Présidence :
- « Comme Vincent Humbert, je demande à ce moment qu’on me permette de mourir pour me libérer de mes souffrances. » avait écrit Rémy Salvat dans sa lettre.
- « Je sais qu’en France, il n’y a pas de loi qui permette aux équipes médicales de pratiquer l’euthanasie. Cela m’empêche de vivre en paix (…) Il faut que la loi change ! » avait-il ajouté.
- « Le problème est que vous, Monsieur Nicolas Sarkozy, vous ne voulez pas en entendre parler. Moi, Rémy Salvat, je vous demande de laisser de côté votre avis personnel et d’arrêter d’être sourd. Vous le pouvez si vous êtes le Président de tous les Français » concluait-il.

Le 6 août, Salvat a reçu une réponse du chef de l’État. 
- « Pour des raisons philosophiques personnelles, je crois qu’il ne nous appartient pas, que nous n’avons pas le droit, d’interrompre volontairement la vie » a expliqué le président, ajoutant :
- « Mais je ne veux pas fuir mes responsabilités (…) Je voudrais que soit privilégié le dialogue au chevet du malade, entre lui-même, le médecin et la famille, en toute humanité afin que soit trouvée la solution la plus adaptée à chaque situation. »

Rémy Salvat s'est donné la mort par overdose de médicaments dans la nuit du 9 au 10 août 2008. Ses obsèques à l'église de Valmondois, le 14 août 2008, ont provoqué une vive émotion : le corps de Salvat avait été saisi la veille de la cérémonie du fait de l'ouverture d'une enquête sur les causes de sa mort.

## Dernières volontés de Rémy Salvat
Sur un enregistrement cassette audio (saisi par le parquet), Rémy Salvat demande que « le débat sur l'euthanasie ne soit pas jeté à l'eau » et que « le combat pour le suicide assisté continue ».
Sa mère, biologiste médicale, participe depuis lors à des émissions et débats sur le thème de l'euthanasie et la fin de vie. Elle souhaite informer des demandes au droit à l'euthanasie formulées par de nombreux malades en France. Elle y rappelle la nécessité de la reprise d'un débat qu'elle estime esquivé depuis la promulgation de la loi Léonetti en 2005.
Aïkidoka, Rémy a demandé également que ses cendres soient dispersées au Japon, la patrie du fondateur de l'aïkido, maître Morihei Ueshiba. En juin 2009, ses parents ont réalisé un pèlerinage dans la presqu'île de Kii (Japon - Tanabé) sur les chemins du Kumano Kodo. Une cérémonie en mémoire de leur fils a été célébrée le 11 juin 2009 au mont Koya San, haut-lieu du bouddhisme traditionnel shingon. Une stèle à la mémoire de Salvat est conservée dans le temple du monastère Ekō-in à Koyasan.

## La maladie
C'est en 2000, après une errance diagnostique de près de 10 années, que la maladie a pu être confirmée comme mitochondriale.
À l'âge de 16 ans, l'adolescent présentait les signes cliniques d'un syndrome d'acronyme SANDO (syndrome d'ataxie cérebelleuse, neuropathies périphériques, dysarthrie et ophtalmoplégie externe) auxquels s'associaient des atteintes du système nerveux central (leucodystrophie, lésions thalamiques etc.). En 2005, grâce aux progrès de la génétique, la mutation responsable de la maladie a été identifiée. Elle concerne le gène de la POLG (polymérase gamma, enzyme mitochondriale) situé sur le chromosome 15 (15q25).
Cette mutation est observée dans le syndrome d'Alpers (Alpers' disease (en)), des ataxies et des syndromes d'OPE (ophtalmoplégie externe). L'expression de cette mutation revêtait la forme la plus grave chez Rémy Salvat. Il allait non seulement se retrouver tétraplégique mais son système nerveux central allait être détruit sans atteinte majeure d'organes vitaux tel le cœur. Ainsi le jeune homme aurait pu être maintenu en vie durant des années sous alimentation artificielle ce qu'il ne souhaitait pas.